# Anamosa, Iowa
Anamosa là một thành phố thuộc quận Jones, tiểu bang Iowa, Hoa Kỳ. Năm 2010, dân số của thành phố này là 5533 người.

## Dân số
Dân số qua các năm:
- Năm 2000: 5494 người.
- Năm 2010: 5533 người.